# 郵票博物館 (日本)
郵票博物館（日语：／ Kitte no hakubutsukan */?）是一座位於日本東京都豐島區的專門展示和郵票有關藏品的博物館，由一般財團法人水原集郵財團運營，是東京都的登錄博物館（第68號，1991年）。

## 歷史
郵票博物館的前身是由舊郵政省衷1988年設立的財團法人集郵中心。該中心曾位於澀谷區代代木（現JR東日本總部的一部分）的郵趣會館內，但因都市再開發而在1996年搬遷至現址（由JR東日本所有）。2000年，集郵中心更名為財團法人郵票博物館。因2001年的中央省廳再編，郵票博物館在同年改由總務省管轄。2013年4月1日改制為一般財團法人郵票博物館。2018年，財團法人名稱變更為水原集郵財團。

## 概要
郵票博物館收集、保存、展示日本及世界各國的郵票、並調查研究有關集郵的文獻和資料。郵票博物館強調自己是一公開運營、探求資料並將其傳承給未來世代、分析知性刺激及樂趣的設施。博物館收藏有約35萬種各國郵票、約1.5張實寄封、約1.3萬本郵票相關書籍和目錄、約2,000本郵票雜誌。博物館的展示空間共有三層。一層是企劃展的展示空間，每3個月變更一次主題，並設有商店。二層是圖書室，展示有世界第一枚郵票黑便士（英國在1840年發行）及日本第一枚郵票龍文郵票（1871年發行）。三層的展示室在暑假、聖誕節期間舉行特展，並舉辦郵票市場等活動。
郵票博物館設有會員制度，會員可免費參觀博物館，並可利用圖書室的閉架圖書。遊客在參觀郵票博物館時，可使用郵票支付參觀費用。
作為研究結果的匯總，郵票博物館自2004年開始每年發行研究紀要，並且出版郵票研究書籍。此外郵票博物館亦提供郵票真偽鑑定服務。
博物館正面入口前方設有楳圖一雄設計的「變身小誠郵筒」，設置於2016年5月。楳圖曾在博物館所在地豐島區目白居住過3年。郵筒以紅白條紋為外觀，寄新口下方繪有小誠的眼睛。

## 外部連結
- 郵票博物館 （页面存档备份，存于）